# Stora Hammars kyrka
Stora Hammars kyrka är en kyrkobyggnad i Höllviken. Den är församlingskyrka i Höllvikens församling i Lunds stift. Kyrkan uppfördes för att ersätta Stora Hammars gamla kyrka, som dock restaurerades och åter togs i bruk. Två kyrkklockor från den gamla kyrkan är överförda till den nya.

## Kyrkobyggnaden
Kyrkan uppfördes vid sekelskiftet och invigdes den 30 november, första advent, år 1902. Ritningarna upprättades av arkitekt Magnus Steendorff. Den dansk-holländska renässansstilen från Kristian IV:s tid tycks ha inspirerat Steendorff. Kyrkans byggnadsstil visar påverkan från Rosenborgs slott i Köpenhamn och Trefaldighetskyrkan i Kristianstad. Kyrkan är uppbyggd i rött tegel. Taket har rundbågeform med rutigt stuckornament. Den gamla 1100-talskyrkan i Stora Hammar blev med åren för liten och man beslöt att bygga en ny kyrka mera centralt belägen. Den gamla kyrkan skulle rivas, men rivningen blev inte genomförd. Den gamla kyrkan blev så småningom restaurerad. Därmed finns det nu två kyrkor med namnet Stora Hammar: Stora Hammars gamla kyrka och Stora Hammars kyrka. 
Kyrkklockorna härstammar från Stora Hammars gamla kyrka. Storklockan är från 1844 och gjuten av Speip & Liljendahl i Stockholm. Lillklockan är gjuten av G O Fredriksson i Kristianstad 1851.

### Kyrkogården med Bibliska trädgården
Stora Hammars kyrkogård är karaktäristisk med sin minneslund och den stora blodboken. På östra sidan finns unik trädgårdsanläggning, Bibliska trädgården, med växter som har namn hämtade från bibeln.

### Inventarier
Altartavlan, målad 1901 av konstnären Julius Kronberg, beskriver hur Maria, Josef från Arimatea och Maria från Magdala gör den döde Jesus den sista tjänsten. Motivet kallas ”Jesus begråtes”.
Till invigningen 1902 fick kyrkan två nya mässingsljusstakar med ingraverade namn på givarna. De är skänkta av kyrkvärden A. Jönsson och hans hustru Anna. Ljuskronan närmast altaret är en gåva av förre kyrkvärden Jeppa Andersson. Den närmast vapenhuset av lantbrukaren Bengt Hansson och hans syskon Hans och Mätta Hansson i Kungstorp.
Kormattan är från 1995. Den är komponerad och vävd av Anna-Lisa Menander som inspirerats av havet runt Falsterbonäset. Kormattan kallas: ”Vi kastar ankar i ljuset”.
Textilgobelängen vid dopfunten är vävd i ljusa färger av textilkonstnären Birgitta Ljungberg, Malmö, 1991. Motivet betecknas ”Gryning”.
I korets sida finns ett inbyggt valv med glasdörr. Här kan kyrkans nattvardskärl ses. En kalk av silver från 1600-talet (omgjord 1749), en vinkanna av silver från 1939 (Wiwen Nilsson) och en vinkanna i nysilver. Paten är av förgyllt silver från 1749 och oblatasken är av nysilver.
I glasmontern i koret förvaras en stor kyrkobibel. Den är ett unikt exemplar av den danske Fredrik II:s foliobibel från 1589 – boktryckarkonst på högsta nivå, en gåva från Jeppa Andersson och Nils Andersson. Danska biblar togs i beslag i Skåne på 1690-talet. Gudstjänst skulle hållas på svenska språket och efter svenska biblar. De danska biblarna gömde man eller sålde till Danmark.
På predikstolen ligger en illustrerad bibel från 1917-1921 med bibliska bildmotiv från svenska kyrkor enligt förslag från ärkebiskop Nathan Söderblom och tilldelad Stora Hammars församling (exemplar 1830). Dessutom en bibel från 1917, som är en gåva från häradsskrivare Hans Collin till minne av hans mor.

## Orgel
- 1902 byggde Thorsell & Erikson, Göteborg en orgel med 12 stämmor.
- Den nuvarande orgeln byggdes 1968 av Troels Krohn på Frederiksborg Orgelbyggeri, Hilleröd, Danmark och är en mekanisk orgel.

| Manual I        | Manual II         | Pedal           | Koppel |
| Rörflöjt 8´     | Gedackt 8'        | Subbas 16´      | I/P    |
| Principal 4'    | Rörflöjt 4'       | Principal 8'    | II/P   |
| Gedacktflöjt 4' | Principal 2'      | Gedackt 8'      | II/I   |
| Valtflöjt 2'    | Spetskvint 1 1/3' | Nachthorn 4'    |        |
| Mixtur III      | Scharf II         | Rasuchkvint III |        |
|                 | Dulcian 8'        |                 |        |

### Kororgel
- Den nuvarande kororgeln är byggd 1972 av Frederiksborgs Orgelbyggeri, Hilleröd, Danmark och är en mekanisk orgel.

| Manual            | Pedal   |
| Gedackt 8'        | Bihängd |
| Principal 4'      |         |
| Rörflöjt 4'       |         |
| Gemshorn 2'       |         |
| Spetskvint 1 1/3' |         |